# Assemblée nationale (Thaïlande)
Pour les autres articles nationaux ou selon les autres juridictions, voir Assemblée nationale.
26e législature de la Chambre des représentants
13e législature du Sénat
Sappaya-Sapasathan
L'Assemblée nationale (en thaï : รัฐสภา RTGS : Ratthasapha) est l'institution bicamérale du royaume de Thaïlande exerçant le pouvoir législatif du pays. Elle est composée d'une chambre haute, le Sénat, et d'une chambre basse, la Chambre des représentants.

## Histoire
L'Assemblée nationale est fondée en 1932 après l'adoption de la première constitution de la Thaïlande, faisant passer le pays d'une monarchie absolue à une monarchie constitutionnelle.

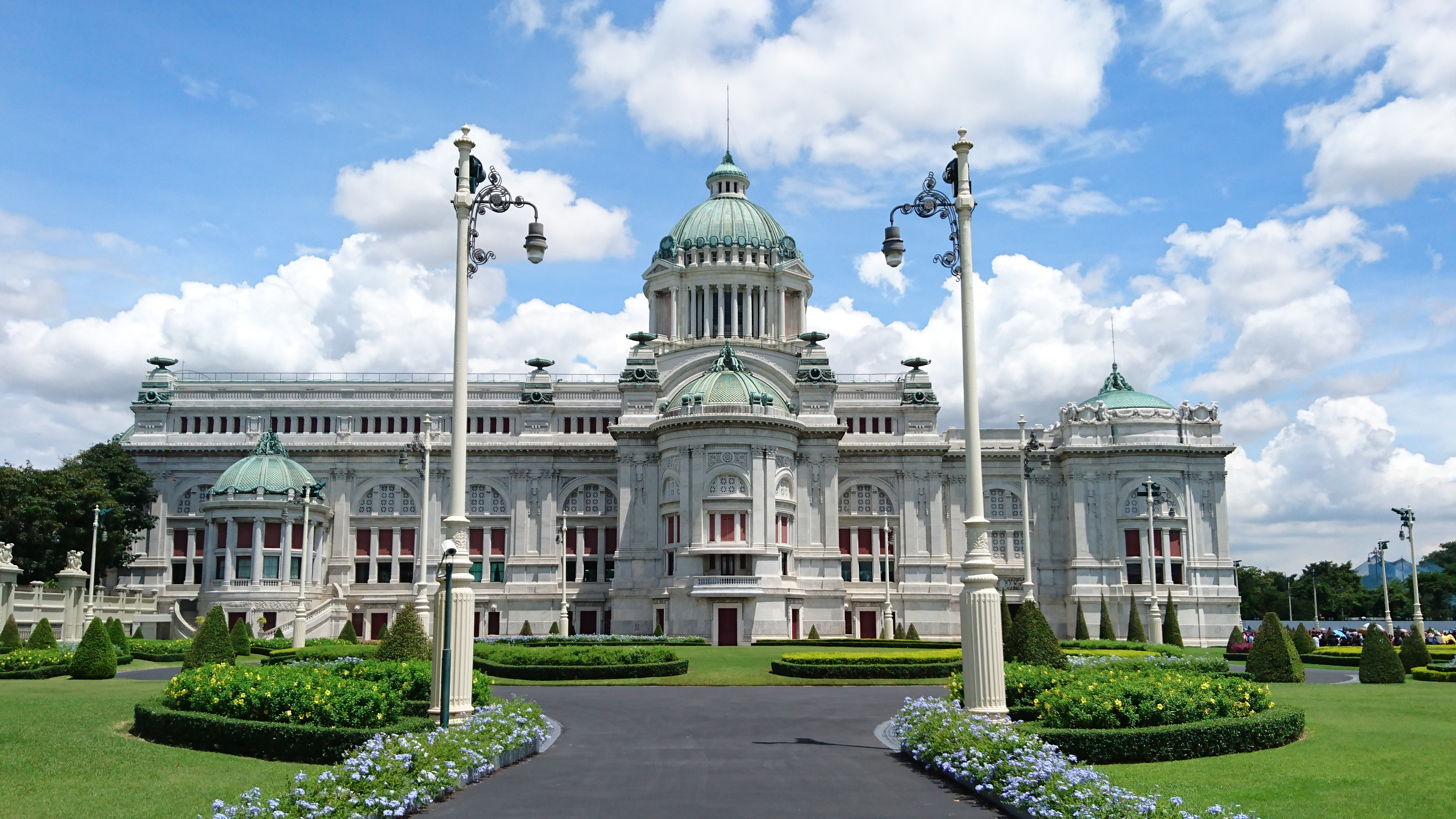
Ancien bâtiment du Parlement de la Révolution siamoise de 1932 jusqu'en 1974.
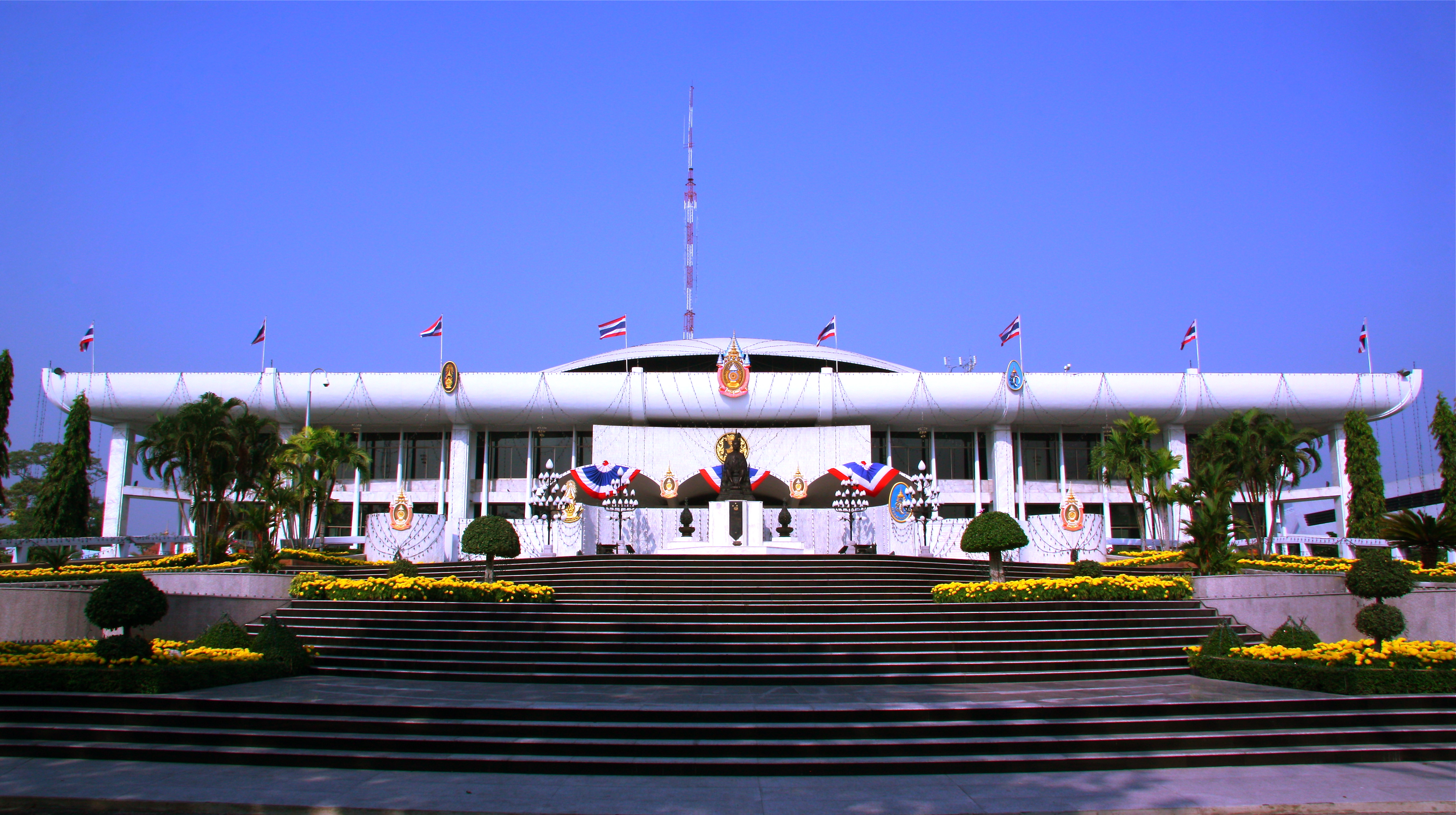
Ancien bâtiment du Parlement de 1974 à 2019 dans le domaine royal de Dusit
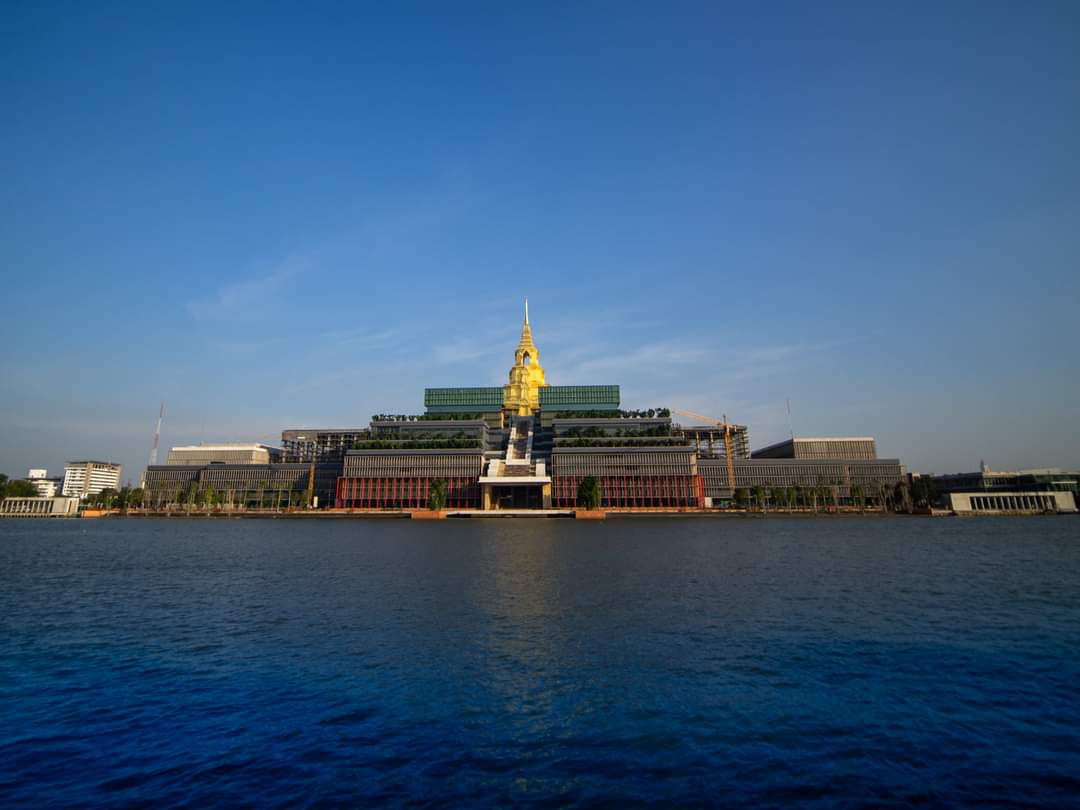
Le Sappaya-Sapasathan, nouveau bâtiment du parlement depuis 2019, au nord du quartier de Dusit

Lors de la crise politique de 2013-2014, la Chambre des représentants est dissoute par la Première ministre Yingluck Shinawatra, qui appelle à des élections le 2 février 2014, élections ensuite annulées par la Cour constitutionnelle. Après le coup d'État de 2014, l'Assemblée nationale est remplacée par l'Assemblée nationale législative, un parlement monocaméral soutenu par l'armée, conformément à la constitution de 2014.
L'Assemblée nationale est rétablie après la promulgation de la constitution de 2016 en avril 2017 : la Chambre des représentants dont les députés sont élus ainsi que le Sénat dont les membres sont nommés.
| Date        | Constitution         | Chambre haute                   | Chambre basse                   |
| ----------- | -------------------- | ------------------------------- | ------------------------------- |
| 1932-1946   | Constitution de 1932 | Chambre unique                  | Chambre unique                  |
| 1946        | Constitution de 1946 | Chambre des Anciens             | Chambre des représentants       |
| 1947        | Constitution de 1947 | Sénat                           | Chambre des représentants       |
| 1952-1959   | Constitution de 1952 | Chambre unique                  | Chambre unique                  |
| 1968-1972   | Constitution de 1968 | Sénat                           | Chambre basse                   |
| 1974-1976   | Constitution de 1974 | Sénat                           | Chambre basse                   |
| 1976-1978   | Constitution de 1976 | Chambre unique                  | Chambre unique                  |
| 1978-1991   | Constitution de 1978 | Sénat                           | Chambre basse                   |
| 1991-1997   | Constitution de 1991 | Chambre unique                  | Chambre unique                  |
| 1997-2006   | Constitution de 1997 | Sénat                           | Chambre basse                   |
| 2006-2007   | Constitution de 2006 | Assemblée nationale législative | Assemblée nationale législative |
| 2007-2014   | Constitution de 2007 | Sénat                           | Chambre basse                   |
| 2014-2016   | Constitution de 2014 | Assemblée nationale législative | Assemblée nationale législative |
| depuis 2017 | Constitution de 2017 | Sénat                           | Chambre des représentants       |